# لیودمیلا گودز
لیودمیلا گودز (روسی: Людмила Гудзь؛ زادهٔ ۱۰ سپتامبر ۱۹۶۹) بازیکن هندبال اهل روسیه است.